# Krupka (stacja kolejowa)
Krupka – stacja kolejowa w Krupce, w kraju usteckim, w Czechach. Znajduje się na wysokości 285 m n.p.m.
Jest zarządzana przez Správę železnic. Na stacji nie ma możliwości zakupu biletów, a obsługa podróżnych odbywa się w pociągu.

## Linie kolejowe
- 132 Děčín - Oldřichov u Duchcova